# 神狛しず
神狛 しず（かみこま しず、女性、1969年 - ）は、日本の小説家。京都府京都市生まれ。現在、府下五里五里の里（城陽市）在住。同志社大学神学部卒業。図書館勤務を経て、 2008年、やまき美里名義にて第6回北区 内田康夫ミステリー文学賞大賞受賞。2009年に「おじゃみ」で第四回『幽』怪談文学賞短編部門大賞を受賞し、翌年に同作を表題とした短編集『京都怪談　おじゃみ』でデビュー。犬好き。愛犬は二匹のシーズー。

## 著作

### 単著
- 京都怪談　おじゃみ（幽ブックス）2010
- ホタル探偵の京都はみだし事件簿（実業之日本社文庫）2016

### 共著
- 怪しき我が家　家の怪談競作集（MF文庫ダ・ヴィンチ）2011「悪霊の家」
- 怪談実話系５ (書き下ろし怪談文芸競作集)（MF文庫ダ・ヴィンチ）2010「ずっと見てる」
- 女たちの怪談百物語（幽ブックス）2010「只今満員です」「自動販売機」「風呂場の女」「藤娘、踊る」「神社を守護するお兄ちゃん」「家具・ロフト・残留思念付部屋有りマス」「熊の首」「あの子の気配」「見えない保育士」「殺しの兄妹」

## 参照元
1. ↑  https://id.ndl.go.jp/auth/ndlna/01214846
2. ↑  『京都怪談　おじゃみ』著者プロフィール